# NGC 1684
NGC 1684 is een elliptisch sterrenstelsel in het sterrenbeeld Orion. Het hemelobject werd op 1 februari 1786 ontdekt door de Duits-Britse astronoom William Herschel.

## Synoniemen
- PGC 16219
- MCG -1-13-31
- IRAS 04500-0311